# Paul Roediger
Paul Roediger (* 16. August 1859 in Frankfurt am Main; † 18. Februar 1938 ebenda) war ein deutscher Wirtschaftsjurist.

## Herkunft
Sein Vater Conrad Roediger war Geheimer Regierungsrat und Direktor der Main-Neckar-Eisenbahn-Gesellschaft. Der Großvater Ludwig Roediger war als Student Teilnehmer des Wartburgfests, wurde 1819  wegen des Verdachts revolutionärer Umtriebe verhaftet, jedoch nach viereinhalb Monaten ohne strafrechtliche Anklage freigelassen und hatte danach in der Freie Stadt Frankfurt eine Professorenstelle am Städtischen Gymnasium erhalten. 

## Leben
Paul Roediger studierte ab 1878 Rechtswissenschaften an der Georg-August-Universität Göttingen und promovierte zum Dr. jur. Er trat nach seiner Justizausbildung zunächst als Syndikusanwalt in die Dienste der Frankfurter Metallgesellschaft unter Wilhelm Merton, wurde später von 1889 bis 1911 deren langjähriger Direktor und schließlich nach 25 Jahren Tätigkeit im operativen Bereich Mitglied von deren Aufsichtsrat. In seine Zeit als Mitglied des Direktoriums der Metallgesellschaft fällt deren große Expansion vor dem Ersten Weltkrieg. Die Metallgesellschaft gründete unter seiner Mitwirkung das erste konzerneigene Kreditinstitut eines deutschen Industrieunternehmens überhaupt. Hinsichtlich der Ausrichtung dieser Bank gab es zwischen dem Hauptgesellschafter der Metallgesellschaft Merton und Roediger unterschiedliche Auffassungen, insbesondere über die Frage, ob die Konzernbank ein eigenes Aktienpaket an der Metallgesellschaft halten sollte, was Roediger strikt ablehnte.
Er gehörte zum Kreis der Geschäftsfreunde und Mitarbeiter der Metallgesellschaft, die 1897 im Zuge der Ausgründung der Metallurgischen Gesellschaft an dieser beteiligt wurden. Die Gesellschaft wurde von Curt Adolph Netto geführt später unter der Firma Lurgi bekannt und als Anlagenbauer erfolgreich.
Neben seiner Tätigkeit für die Metallgesellschaft war er Vorsitzender des Aufsichtsrates der Rawack & Grünfeld Aktiengesellschaft in Berlin, stellvertretender Vorsitzender des Aufsichtsrates beim Druckmaschinenhersteller Koenig & Bauer Aktiengesellschaft in Würzburg sowie Mitglied der Aufsichtsräte von deutschen Brown, Boveri & Cie in Mannheim, der Kraftanlagen AG in Heidelberg (heute Kraftanlagen Heidelberg GmbH) sowie der Allgemeinen Energie-Versorgung AG in Heidelberg. In der Schweiz war er Mitglied der Verwaltungsräte der Brown, Boveri & Cie Aktiengesellschaft sowie der Motor Columbus AG für elektrische Unternehmungen, beide in Baden, bei letzterer war er auch Präsident des Verwaltungsrates. Daneben war er Mitglied zahlreicher weiterer Managementboards ausländischer Konzern- und Beteiligungsgesellschaften der Metallgesellschaft.
Merton bezog seine leitenden Mitarbeiter teilweise in seine philanthropischen Engagements für die Frankfurter Wohlfahrt mit ein, teilweise wohl auch, um den eigenen Mitteleinsatz über diese als Strohleute zu verdecken. So findet man neben anderen Mitarbeitern auch Paul Roediger unter den Gesellschaftern bei der Umwandlung des Instituts für Gemeinwohl 1896 in eine GmbH. Bereits 1899 nahm Wilhelm Merton jedoch alle Geschäftsanteile an dieser Gesellschaft wieder an sich.
Als Kunstfreund und -liebhaber war Paul Roediger Präsident des Verwaltungsrates des Frankfurter Kunstvereins und gehörte noch weiteren Vorständen von Kunst- und Museumsvereinen als Mitglied an.

## Ehrungen
Roediger wurde zum preußischen Justizrat ernannt.